# Das Rußlandhaus

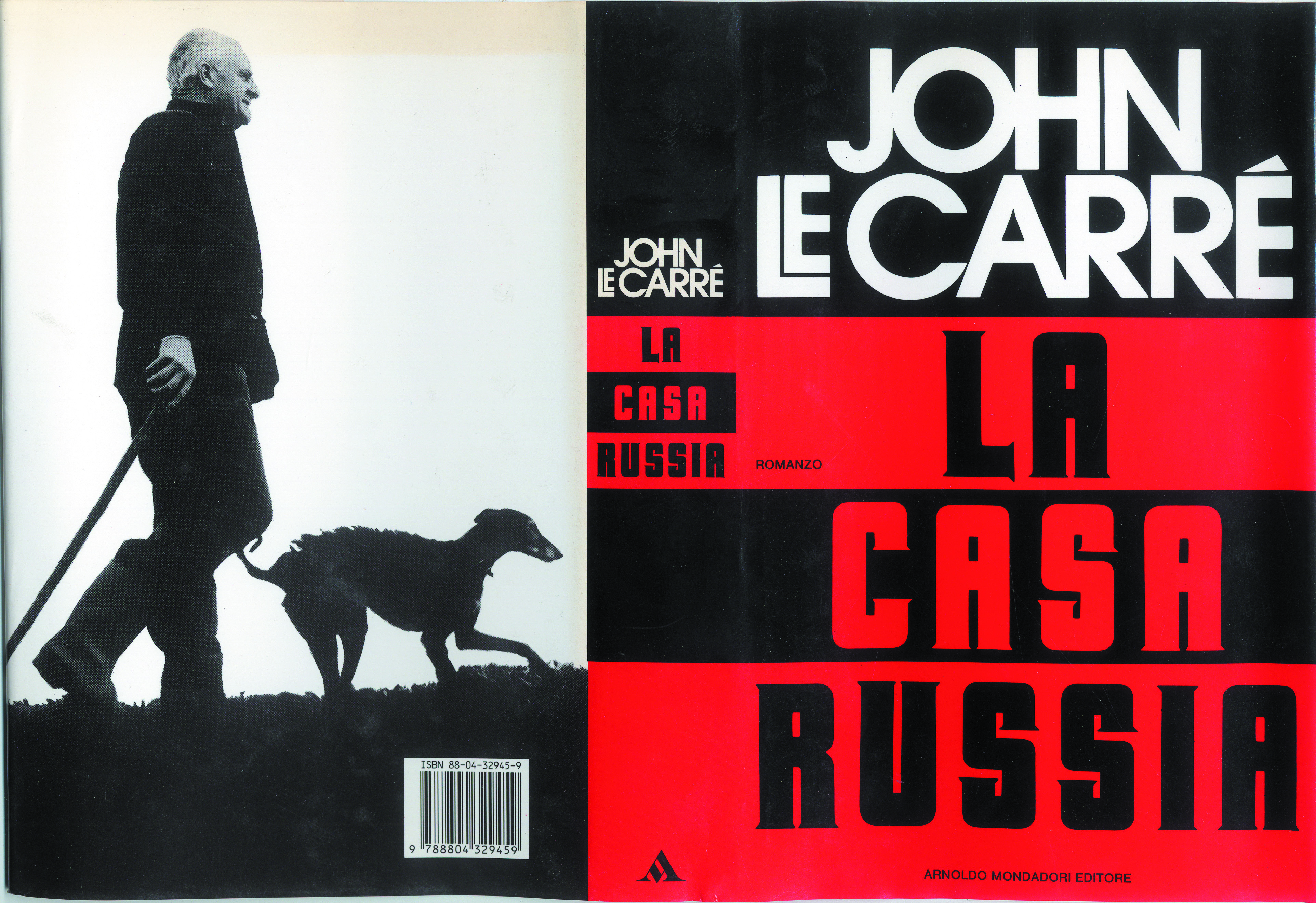
Das Rußlandhaus

Das Rußlandhaus (auch Das Russlandhaus, deutsche Erstausgabe: Das Rußland-Haus, englischer Originaltitel: The Russia House) ist ein Spionageroman des britischen Schriftstellers John le Carré aus dem Jahr 1989. Die deutsche Übersetzung von Werner Schmitz erschien im selben Jahr. 1990 kam die Verfilmung Das Rußland-Haus von Fred Schepisi mit Sean Connery, Michelle Pfeiffer und Klaus Maria Brandauer in die Kinos.

## Inhalt
Auf der Moskauer Buchmesse steckt die junge Russin Katja Orlowa dem britischen Buchhändler Niki Landau ein Manuskript ihres Freundes zu und bittet ihn eindringlich, es außer Landes zu schmuggeln, um es dem britischen Kleinverleger Bartholomew, genannt „Barley“, Scott Blair zur Veröffentlichung zu übergeben. Aus den technischen Zeichnungen von Raketen in den Notizbüchern schließt Landau auf einen Spionageauftrag. Dennoch übernimmt er die gefährliche Mission, denn nach der lange zurückliegenden Ausweisung seines polnischstämmigen Vaters hat er noch eine Rechnung mit den britischen Behörden offen. Erst über mehrere Volten gelangen die Dokumente ins so genannte „Rußlandhaus“, eine auf die Sowjetunion spezialisierte Abteilung des britischen Auslandsgeheimdiensts.
Ned, der Leiter des Rußlandhauses, erkennt sofort die Brisanz der Dokumente, die von einer Quelle mit Zugang zu streng geheimen sowjetischen Daten stammen müssen. Von Barley erfährt er die Vorgeschichte: Bei der Buchmesse im Vorjahr lernte der britische Verleger auf einer Künstlerparty einen jungen russischen Autor mit dem Pseudonym „Goethe“ kennen. Mit seinen Reden über Frieden und Völkerverständigung machte er so einen großen Eindruck auf den jungen Russen, dass es am Ende zu einer Abmachung kommt: Wenn Goethe eines Tages den nötigen Mut aufbringe, solle sich Barley als anständiger Mensch beweisen. Nun scheint der junge Mann den britischen Verleger beim Wort ergreifen zu wollen und erhofft sich von ihm eine Veröffentlichung seiner gesammelten Dokumente, die vor allem eines belegen: wie marode die Militärindustrie der Sowjetunion ist, und dass die sowjetischen Waffensysteme überhaupt nicht einsetzbar sind.
Politische Kreise, die vom schmierigen Karrieristen Clive vertreten werden, wittern hinter den Dokumenten eine Falle des KGB. So wirbt das Rußlandhaus Barley an, in einer Operation unter dem Tarnnamen „Bluebird“ erneut Kontakt zu der Informationsquelle „Goethe“ aufzunehmen. Bei seinem folgenden Besuch in Moskau verliebt sich Barley in Katja und trifft einen fanatischen Goethe wieder, der bereit ist, für die Veröffentlichung seiner Daten nicht nur seines, sondern auch das Leben Katjas zu opfern. Zurück in London stürzt Barley in eine Krise, taucht unter und betrinkt sich. Damit wird er zum Sicherheitsrisiko, und der CIA nimmt, mit Billigung britischer Regierungskreise, dem Rußlandhaus den Fall aus den Händen, entführt Barley auf eine geheime Insel und unterzieht ihn intensiver Verhöre mittels eines Lügendetektors.
Erst Russel Sheriton aus dem CIA-Hauptquartier Langley enthüllt Barley, wie brisant die Dokumente seines Informanten, der als russischer Physiker Jakow Saweljew enttarnt wird, wirklich sind: Eine Kriegsunfähigkeit der Sowjetunion würde die Ideologie des Wettrüstens ins Wanken bringen und neben den wirtschaftlichen Interessen der Rüstungsindustrie auch die politischen Interessen der amerikanischen „Falken“ massiv beschädigen. So sind höchste politische Kreise daran interessiert, die gesamte Operation Bluebird als sowjetische Propaganda und Barley selbst als Maulwurf des KGB zu enttarnen. Doch der Verleger bleibt standhaft und überzeugt die Amerikaner, ihn ein weiteres Mal nach Moskau zu schicken.
Die Operation steht unter einem ungünstigen Stern. Anstelle des verhinderten Jakow schaltet sich ein ominöser Mittelsmann namens Igor ein. Doch Clive und Sheriton schlagen alle Warnungen Barleys und Neds in den Wind. Nachdem die Operation von höchster Stelle genehmigt wurde, würde ein Abbruch erheblichen Gesichtsverlust bedeuten. Jakow gelingt es, Katja eine Warnung zukommen zu lassen, dass er dem KGB in die Hände gefallen ist. Barley entscheidet sich, wenigstens Katja zu retten, und handelt mit den Sowjets einen Deal aus: Im Austausch für Katjas Freiheit liefert er ihnen den Fragenkatalog an Jakow aus, der kritische Informationslücken und militärische Schwachstellen der Briten und Amerikaner verrät.
Barley verschwindet ein Jahr in sowjetischen Lagern, doch seine Kerkermeister halten Wort und lassen Katja aus dem Spiel, während offizielle Stellen den Tod des berühmten Physikers Jakow Saweljew vermelden. In Großbritannien bemüht man sich betreten um eine Aufarbeitung der gescheiterten Operation, während der CIA sie längst selbstbewusst zu einer sowjetischen Verschwörung umgedeutet hat, auf die man nur zum Schein eingegangen sei. Ned ist der einzige, der darauf beharrt, dass nicht ihre Quelle, sondern sie selbst die Schuld am Betrug tragen, doch der entmachtete Chef des Rußlandhauses hat längst keinen Einfluss mehr. Nach einem Jahr, als alle Beteiligten die Operation „Bluebird“ erfolgreich verdrängt haben, taucht Barley wieder in Lissabon auf. Der Rechtsberater des Rußlandhauses Palfrey offeriert ihm Schweigegeld, das Barley ablehnt. Er lebt für eine einzige Hoffnung: dass Katja eines Tages wird ausreisen dürfen.

## Interpretation
Für Hans-Peter Schwarz fängt le Carrés Roman Das Rußlandhaus den Zeitgeist der Ära Gorbatschow und die Hoffnung auf positive Veränderungen und eine von Frieden und Verständigung geprägte Zukunft ein wie kein anderes literarisches Werk aus dieser Zeit. Allerdings wecke die Sentimentalität der Handlung und le Carrés eigene Bezeichnung des Romans als „Märchen“ Zweifel, ob der Autor an einen guten Ausgang der Reformpolitik geglaubt habe. Der Roman zeichnet eine „Herrschaft der Apparate“, und seine „Schurken“ sind leicht ausgemacht: die britischen Geheimdienstler, die den Utopisten Goethe ans Messer liefern, und die Apparatschiks der CIA, die nicht von ihrem Spiel des Kalten Krieges lassen wollen. In dem Roman manifestiert sich ein bereits zuvor in le Carrés Werken unterschwellig vorhandener Antiamerikanismus, der nur von der Verachtung für die Regierung der abgedankten Weltmacht Großbritannien übertroffen wird, die sich den Amerikanern vollständig unterwirft.
Es gibt im Roman drei Helden: einen genialen russischen Wissenschaftler, eine risikofreudige russische Schönheit und einen leicht schrägen, aber sympathischen britischen Verleger. „Goethe“, der Wissenschaftler, ist für Schwarz „eine reine Seele“, der Anklänge an den heiligen Aljoscha aus Dostojewskis Die Dämonen weckt. Sein zum Scheitern verurteilter Idealismus, der in falschem Vertrauen auf Großbritannien begründet liegt, weckt jedoch auch Anklänge an Don Quijote. Die Publikation seiner „Wahrheit“ stößt auf zu viele Widerstände von Interessengruppen auf allen Seiten. Weder die Herstellung einer breiten Öffentlichkeit noch die Veränderung des Bewusstseins der Menschen erweist sich als realistisch. Der einzige Ausweg aus der „Herrschaft der Apparate“, die der Roman zeichnet, ist der Rückzug ins Private, mit dem Barley sich und seine Geliebte dem Zugriff der Geheimdienste, zwischen deren Fronten sie geraten sind, entzieht.

## Hintergrund
John le Carré war lange Zeit aus humanistischen Motiven ein erbitterter Gegner des Kommunismus sowjetischer Prägung, den er für vielfaches menschliches Leid verantwortlich machte. Er rief offen dazu auf, „den Kommunismus entschlossen zu bekämpfen“. Die russische Wochenzeitung Literaturnaja Gaseta bezeichnete ihn als „Provokateur des Kalten Krieges“. Unter dem Eindruck von Gorbatschows Politik der Glasnost und Perestroika wandelte sich seine Anschauung. Auch eine Reise in die Sowjetunion 1987 führte zu einer wachsenden Affinität mit russischen Intellektuellen, deren klassische Bildung und Sehnsucht nach dem alten Europa ihn beeindruckten. Gleichzeitig führte ihm der Besuch ein komplettes Chaos im russischen Alltag vor Augen, in dem nichts funktionierte. Dies nährte seinen Verdacht, dass der sowjetische Militärapparat unter denselben Problemen leide und von den Westmächten dämonisiert würde. Im Westen bräuchte man „eine Perestroika unserer eigenen Phantasie“.
Im Roman Das Rußlandhaus nahm le Carré Abstand vom Szenario des Kalten Krieges, das seine früheren Spionageromane, etwa jene um den Agenten George Smiley, bestimmt hatte. Dies wurde ihm von der amerikanischen Kritik teilweise übel genommen. Man unterstellte dem Autor Leichtgläubigkeit, Naivität und eine „ideologische Schlagseite“ und stieß sich an der freundlichen Aufnahme des Buches in der Sowjetunion, wo erstmals ein Roman le Carrés offiziell erscheinen konnte. Le Carré hielt dem entgegen, Gorbatschows Reformen seien „ein einzigartiger historischer Augenblick, den wir nutzen müssen“. Die Menschen müssten sich „über jene Öde der Hoffnungslosigkeit hinwegheben […], in der wir viel zu lange haben leben müssen.“
Der geniale russische Wissenschaftler „Goethe“, der im Roman zum Märtyrer wird, hat sein Vorbild in Oleg Penkowski, einem sowjetischen Spion für den britischen und amerikanischen Geheimdienst. Auch der sowjetische Dissident Andrei Sacharow, den le Carré getroffen hat, spielt in die Figur mit hinein. Im Gegensatz zum von ihm verachteten britischen Überläufer Kim Philby, den er im Roman Tinker Tailor Soldier Spy porträtierte, sah le Carré in Sacharow „das außergewöhnliche Beispiel eines Mannes, der den Mut hatte, in einer unterdrückten Gesellschaft den Weg des offenen Protests zu gehen“. Trotz aller politischen Reformen und Annäherung der Großmächte machte sich le Carré um die Zukunft des Spionagethrillers keine Sorgen: „Solange Staatsmänner lügen, Staaten konkurrieren, gegenseitiges Mißtrauen herrscht, wird es Spionage geben.“

## Ausgaben
- John le Carré: The Mission Song. Hodder & Stoughton, London 1989, ISBN 0-340-50573-7.
- John le Carré: Das Rußland-Haus. Aus dem Englischen von Werner Schmitz. Kiepenheuer und Witsch, Köln 1989, ISBN 3-462-02000-5.
- John le Carré: Das Rußland-Haus. Volk und Welt, Berlin 1990, ISBN 3-353-00725-3.
- John le Carré: Das Rußland-Haus. Heyne, München 1993, ISBN 3-453-04852-0.
- John le Carré: Das Rußlandhaus. Mit einem Vorwort von John le Carré. List, Berlin 2006, ISBN 978-3-548-60720-7.

Hörbuch
- John le Carré:  Das Russlandhaus. Ungekürzte Lesung von Engelbert von Nordhausen. Hörbuch Hamburg, Hamburg 2016, ISBN 978-3-95713033-4.